# 三屋站
三屋站（日语：／ Mitsuya eki */?）是位於石川縣金澤市三屋町，北陸鐵道的淺野川線車站。車站編號為A07。
本站是淺野川線內唯一可進行列車交會中途站，除清晨及深夜班次外，所有上、下行列車會在此站進行列車交會。此外，當急行未廢止時，本站也是停車站之一。

## 歷史
- 1925年5月10日：浅野川電氣鐵道七屋至新須崎之間開通，三屋站啟用。當時車站位置與現時的相異。
- 1945年10月1日：北陸鐵道與淺野川電氣鐵道合併，成為北陸鐵道淺野川線車站。
- 1946年4月21日：車站名稱改為吊橋站。
- 1974年：

- 11月26日：車站遷移至現地，並增設列車交會設備。同時，割出站、蚊爪站廢除列車交會設備。
- 12月1日：車站名稱改回三屋站。

## 車站構造
現時採用簡易車站模式，沒有站房。月台間以站外非遮斷機式的平交道連接。

### 月台
設有側式月台2座，並沒有設月台編號。
| 月台 | 路線      | 上下行 | 方向         |
| ---- | --------- | ------ | ------------ |
| 東邊 | ■淺野川線 | 上行   | 北鐵金澤方向 |
| 西邊 | ■淺野川線 | 下行   | 內灘方向     |

## 使用狀況
以下為1日平均上下車人次列表 ：
| 上下車人次變化 | 上下車人次變化 |
| 年度           | 1日平均人次    |
| -------------- | -------------- |
| 2011年         | 820            |
| 2012年         | 840            |
| 2013年         | 815            |
| 2014年         | 774            |
| 2015年         | 803            |
| 2016年         | 812            |
| 2017年         | 871            |

## 車站周邊
車站位於淺野川旁邊。車站周邊是金澤市市郊的住宅區。
車站後方的地方設有超級市場等商店。在淺野川對面岸設有許多民居，該處的乘客會越過橋樑前往此站。
- 國道8號
- 松寺簡易郵局
- 金澤市立港中學（日语：金沢市立港中学校）
- 淺野川（日语：浅野川）
- 北寺大橋

## 相鄰車站
北陸鐵道
■淺野川線
三口（A06）－三屋（A07）－大河端（A08）

## 外部連結
- 北陸鐵道三屋站 （页面存档备份，存于）（日語）